# رامجین
رامجین، مرکز بخش رامجین و روستایی از توابع بخش رامجین شهرستان ساوجبلاغ در استان البرز ایران است.

## ویژگی ها
رامجین 
دارای زمین‌های مرغوب کشاورزی است مهمترین محصولات کشاورزی رامجین انگور شاهانی سیب گلاب و میوه‌های سرد سیر مانند شبرنگ هولو شابلن … می‌باشد. رامجین در سال های اخیر به دلیل آب و هوای مناسب ساخت ویلا افزایش چشمگیری داشته

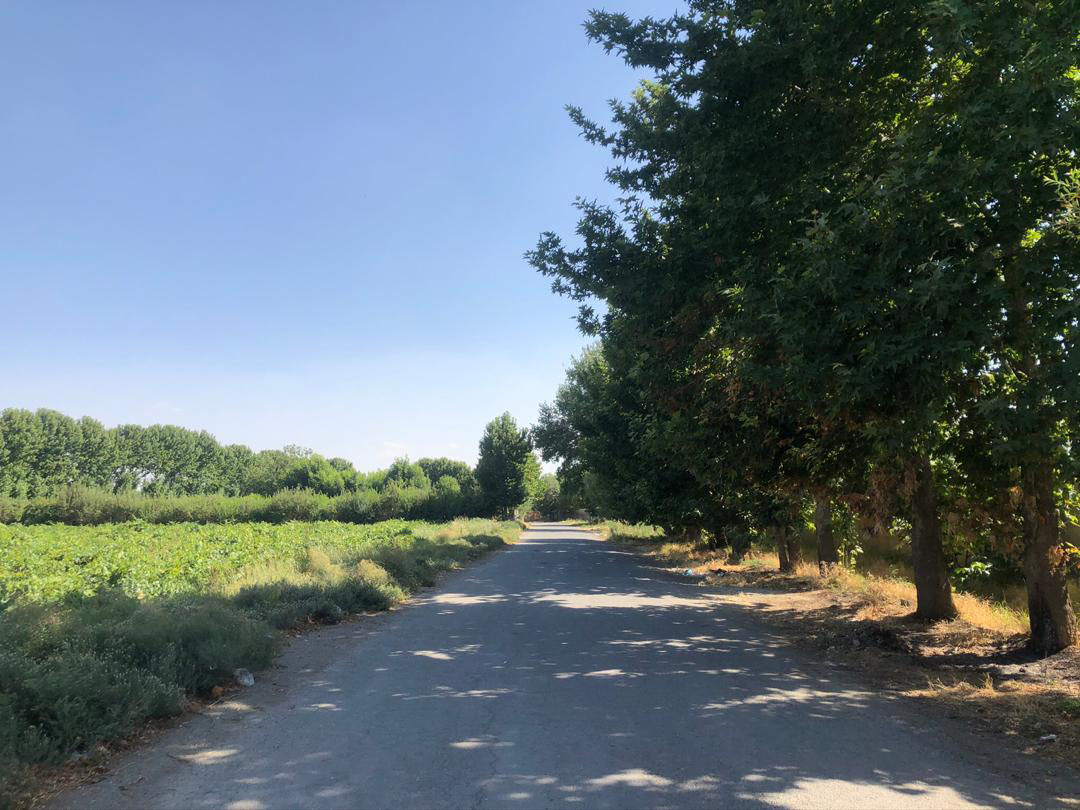
عکس رامجین کرج

## جمعیت
این روستا در دهستان رامجین قرار دارد و براساس سرشماری مرکز آمار ایران در سال ۱۳۹۵، جمعیت آن ۱،۹۹۹ نفر (۶۳۳ خانوار) بوده‌است.
رامجین به دلیل داشتن باغات کشاورزی و زمینه کار منطقه ای مهاجرپذیر است اکثر مهاجران اتباع کشور افغانستان می باشند سرشماری دقیقی در دست نیست تقریبأ بالغ بر ۱۰۰ خانوار می باشند.

## محصولات کشاورزی رامجین
کشاورزی یکی ویژگی های اصلی رامجین می باشد، و محصولاتی مثل
- انگورشاهانی
- سیب گلاب
- میوه های سردسیر مثل شبرنگ

در رامجین به وفور یافت میشود.

## مناطق دیدنی رامجین

#### تپه باغ سرهنگ رامجین
- این تپه باستانی به ارتفاع حدودی ۱۶ متر در موقعیت محدوده باغ سرهنگ معصومی روستای رامجینواقع گردیده است.
- ظاهرا این تپه در دورانی دژ مستحکمی از خشت بوده است شامل سفال های ظریف و خشن در خمیره های نخودی و قرمز مربوط به دوران قبل اسلام و اوایل دوره اسلامی.

#### تپه باستانی رامجین
- این محوطه باستانی ظاهراً محل سکونت اقوامی از دوران قبل تاریخ تا دوران اسلامی بوده است.
  - تپه باستانی رامجین ، در موقعیت روستای رامجین از توابع شهرستان ساوجبلاغ، بخش چهار باغ واقع گردیده است که امروزه بیشتر آن تسطیح شده است.[۳]

#### مهمترین ویژگی های رامجین
- رامجین آب و هوای بسیار خوب و تمیزی دارد
- به تهران و کرج نزدیک است.
- دسترسی خوبی از نظر نزدیکی به اتوبان دارد.
- از نظر طبیعت، منطقه ای بکر و سرسبز است.
- با توجه به بافت جمعتیی، منطقه ای نبستا امن است.
- ویلاها و شهرک های ویلایی متعددی دارد.
- زمین ها و باغ های حاصلخیز و پرمحصولی دارد.
- منطقه ای مناسب برای سرمایه گذاری و خرید ملک است.[۴]